# Albert Au
Albert Au Shui Keung (chino tradicional: 區瑞強, chino simplificado: 区瑞强, pinyin: Ōu Ruìqiáng, cantonés: Au1 Seui6 Keung4, nacido el 31 de julio de 1955), Albert Au creció en Hong Kong, y recibió su educación en Hong Kong, la ciudad natal ancestral de Albert es la ciudad de Zhaoqing, provincia de Guangdong, es un cantante, compositor y DJ pop de Hong Kong, además intérprete de canciones cantadas en inglés. Se graduó en su natal Hong Kong, en el Baptist University, además debutó en 1979 y alcanzó fama considerable en los años 80 con su música tradicional. También ha actuado en películas y en televisión. También es funcionario de algunos centros de enseñanza de música. 

## Filmografía
- Tigers, The Legend of Canton (chino: 廣東五虎之鐵拳無敵孫中山) (1993)
- Return of Pom Pom, The (chino: 神勇雙響炮第二集:雙龍出海) (1984)
- Encore Sweet Love Encore (chino: 愛情安歌) (TVB 1982)
- Dangerous Encounter - 1st Kind (chino: 第一類型危險) (1980)

## Álbumes
- Folk Together (Disc 1)
- Folk Together (Disc 2)
- Folk Together (Disc 3)

## Canciones y composiciones
- The Sound of Silence
- I'll Have To Say I Love You In a Song
- Longer
- Vincent
- If
- You've Got a Friend
- Windflowers
- Bridge Over Trouble Water
- Danny's Song
- Dust In the Wind
- Diary
- Perhaps Love
- The End of the World
- Visions
- Love Me Tender
- Both Sides Now
- Rhinestone Cowboy
- Streets of London
- House of Rising Sun
- Yellow Bird
- Try to Remember
- Country Roads